# Calamagrostis lawrencei
Calamagrostis lawrencei là một loài thực vật có hoa trong họ Hòa thảo. Loài này được (Vickery) Govaerts mô tả khoa học đầu tiên năm 1999.